# Gwyneth Hendriks
Gwyneth Hendriks (Amsterdam, 4 maart 2001) is een Nederlands voetbalspeelster. Ze speelt als verdediger voor PSV in de Vrouwen Eredivisie en het Nederlands elftal.

## Clubcarrière
Als jeugdspeler speelde Hendriks bij Pancratius, en stroomde door naar CTO Amsterdam.
Hendriks begon in seizoen 2018–19 bij Ajax, waar zij voornamelijk bij het Beloften-elftal speelde, en 1x een wedstrijd inviel bij het eerste team.
In de zomer van 2019 tekende Hendriks voor een seizoen bij ADO Den Haag, samen met Julia Kagie, en in 2020 tekende ze nog voor een seizoen bij.
In 2022 tekende Hendriks een driejarig contract bij PSV. Op 16 september 2022 maakte Hendriks haar debuut voor PSV door in de basis te starten in een thuiswedstrijd tegen sc Heerenveen.
Op 15 maart 2024 tekende Hendriks een nieuw contract dat haar tot medio 2028 aan de club uit Eindhoven verbonden houdt. Met PSV wist ze in het seizoen 2024/25 de finale van de KNVB Beker te behalen. In deze finale liep Hendriks een kruisbandblessure op, waarvan ze maandenlang moest herstellen.

## Statistieken
| Seizoen | Club         | Land      | Competitie         | Wedstrijden | Doelpunten |
| ------- | ------------ | --------- | ------------------ | ----------- | ---------- |
| 2018/19 | Ajax         | Nederland | Eredivisie         | 1           | 0          |
| 2019/20 | ADO Den Haag | Nederland | Eredivisie         | 12          | 1          |
| 2020/21 | ADO Den Haag | Nederland | Eredivisie         | 20          | 5          |
| 2021/22 | ADO Den Haag | Nederland | Vrouwen Eredivisie | 24          | 1          |
| 2022/23 | PSV          | Nederland | Vrouwen Eredivisie | 18          | 0          |
| 2023/24 | PSV          | Nederland | Vrouwen Eredivisie | 22          | 2          |
| 2024/25 | PSV          | Nederland | Vrouwen Eredivisie | 21          | 1          |
| Totaal  | Totaal       | Totaal    | Totaal             | 118         | 10         |

Laatste update: 21 mei 2025

## Interlandcarrière
Op 6 oktober 2018 speelde Hendriks haar eerste wedstrijd voor Oranje O19. In maart 2024 werd
Hendriks voor het eerst opgeroepen voor het Nederlands elftal. Op 25 oktober 2024 maakte ze haar debuut door in de 76ste minuut in te vallen voor Sherida Spitse in een vriendschappelijke wedstrijd  tegen Indonesië . In deze wedstrijd boekte het Nederlandse elftal een recordzege van 15-0 op het Aziatische land.

## Privé
Hendriks studeert sinds 2018 aan de Hogeschool van Amsterdam.
1 Evrard ·
2 Thrige ·
3 Hendriks ·
4 Buurman ·
5 Bross ·
6 Folkertsma ·
9 Smits ·
10 Ripa ·
11 Jansen ·
14 Strik ·
16 Alkemade ·
17 Jacobs ·
18 Dessing ·
19 Stoit ·
20 Nijstad ·
21 Lacroix ·
22 Derks ·
23 Kemper-Moorrees ·
24 Henschen ·
25 Frijns ·
26 Biegel Esteves ·
27 Xhemaili ·
29 Kalma ·
30 Verheijen ·
Coach: Ten Berge
· Assistent-coach: Van Dael